# بغداد (أوزبكستان)
بغداد هي بلدة في مقاطعة بغداد في ولاية فرغانة في أوزبكستان.